# 笙ヶ岳
笙ヶ岳（しょうがたけ）は、岐阜県大垣市（旧養老郡上石津町）にある、養老山地の最高峰の標高908.3mの山。山頂には四等三角点が設置されており、一帯は揖斐関ヶ原養老国定公園に指定されている。

## 概要
山頂部には、ミズナラ・ブナ・栗などの広葉樹林が広がっている。北側の斜面は、一之瀬林道などの敷設に伴い、自然林が伐採され、杉などの針葉樹の植林地となっている。山頂からは北側の展望が開け、美濃の市街地（大垣市や岐阜市）や白山が、裏山と表山の奥に見渡せる。山頂の東側にある小ピークからは、西側の展望も開け、琵琶湖北部そして間近に伊吹山を望むことができる。

## 地質
養老山地は、石灰岩質の山であり、南部の石津御嶽の北側などの場所では、石灰岩の採掘が行われている。周辺の山の藤原岳や伊吹山でも、盛んにセメント材料となる石灰岩が採掘されている。

## 気候
笙ヶ岳は、養老山地の北端に近い位置にあり、気象観測点のある関ヶ原に近い。このため、特に冬は、太平洋側の気候というよりは、日本海側に近い気候となっている。年によっては、山頂部で1mを越える積雪量となることもある。

## 登山コース

### 養老公園からのコース
養老の滝の上の駐車場入口の脇の林道ゲートが登山道の入口で、この林道に沿って登っていく。
この養老の滝の下流には、日本の名水百選に指定されている菊水泉がある。
標高610m辺りまで登っていくと、旧道（もみじ峠への近道）への入口分岐がある。
林道を直進した場合は、林道終点のアゼビ平で養老山頂遊歩道に合流する。2つのコースはもみじ峠で合流する。
もみじ峠から一旦下ると休憩用のベンチがあり、さらにその先で、大洞谷からの登山道に合流する。大洞谷を上流に向かってしばらく進むと、大洞谷源流部の渡渉点がある。
このあと、笙ヶ岳の南側を回り込むように進んでいけば、東西2つのピークをもつ鞍部に到着する。その途中には、岩を積み上げた炭焼き窯の跡がある。鞍部から西に少し登れば、三角点のある笙ヶ岳頂上へ到着する。大多数のハイカーが、この養老公園からのルートを利用している。
一等三角点のある養老山へも足を運ぶ例がある。もみじ峠と養老山の途中にある小倉山の頂上園地の東屋からは、笙ヶ岳や鈴鹿山脈の霊仙山などを望むことができる。11月の初旬頃には、笙ヶ岳の山腹は広葉樹林が鮮やかに紅葉する。
春先には、笙ヶ岳の山頂付近では、スミレ、カタクリやイワカガミなどの花々が見られる。このコースは、初級から中級者向き。

### 大洞谷林道コース
西側の国道365号の旧上石津町役場のすぐ北側から、大洞谷林道へ入る。途中に林道のゲートがあり、一般車両は進入できない。林道終点である標高540mの地点が、登山道入り口である。
何度かの大洞谷の渡渉を繰り返すと、東側から来た養老公園側からの登山道に合流する。以後は養老公園コースと同様。このコースは中級者向き。
また大洞谷林道の途中から、笙ヶ岳の南側の斜面をトラバースするバリエーションルートも存在している。

### 一之瀬林道コース
大洞林道のさらに北側の一之瀬から一之瀬林道を進む。林道終点（標高815m）からは、南南西に向かって踏み跡の少ない稜線を進む。稜線に西側が、針葉樹の植林地となっている。
最初のピークは、標高約890mの笙ヶ岳の東側の小ピーク。西側へ一旦下ると、大洞谷からの登山道と合流する鞍部がある。
さらに鞍部から西に少し登れば、三角点のある笙ヶ岳頂上へ到着する。このコースは上級者向き。

### 表山-裏山コース
表山（標高838.5mの三角点がある山）の東尾根を、養老公園側から取付く。
表山から一旦西に向かって下り、標高870mの裏山まで登り返す。この表山〜裏山間は、クマザサなどの笹やぶに覆われ、ルートの見極めが難しい。
この裏山の頂上は、周囲に高い木がないため、360度の展望が得られる。裏山の頂上から南南西に進むと一之瀬林道コースの終点に合流して以後は一之瀬林道コースと同様。このコースは上級者向きで、最も難易度が高い。

### 登山道の動植物
山腹では、ニホンジカ、ニホンザル、ノウサギなどの動物が生息している。
| ニホンジカ | ノウサギ | ミズナラ | カタクリ | シハイスミレ | アセビ |
| ---------- | -------- | -------- | -------- | ------------ | ------ |
|            |          |          |          |              |        |

## 地理

### 周辺の山
| 山容 | 名称   | 標高 （m） | 三角点 | 笙ヶ岳との 距離（km） | 備考                          |
| ---- | ------ | ---------- | ------ | --------------------- | ----------------------------- |
|      | 伊吹山 | 1,377.31   | 一等   | 17.7                  | 日本百名山                    |
|      | 表山   | 838.53     | 三等   | 1.3                   |                               |
|      | 笙ヶ岳 | 908.30     | 四等   | 0                     | 養老山地の最高峰              |
|      | 小倉山 | 841        |        | 2.1                   | 山上園地 東屋やベンチなど     |
|      | 養老山 | 859.31     | 一等   | 2.5                   |                               |
|      | 霊仙山 | 1,083.45   | 二等   | 12.4                  | カルスト台地                  |
|      | 御池岳 | 1,247      |        | 14.6                  | 鈴鹿山脈の最高峰 カルスト台地 |
|      | 藤原岳 | 1,044      | 二等   | 14.8                  | （標高未確定）                |
|      | 多度山 | 402.74     | 二等   | 18.7                  | 山頂に園地                    |

### 源流の河川
- 牧田川
- 大洞谷（牧田川の支流）

### 交通・アクセス
養老公園のすぐ東側には、養老鉄道養老線の養老駅がある。　
最寄りのインターチェンジは、名神高速道路の大垣インターチェンジである。　
養老公園から養老の滝の途中には、株式会社養老ロープウェーの一人乗りの観光用リフトがある。